# Station Boguszów Gorce Wschód
Station Boguszów Gorce Wschód is een spoorwegstation in de Poolse plaats Boguszów-Gorce.